# Палаццо Сан-Джорджо

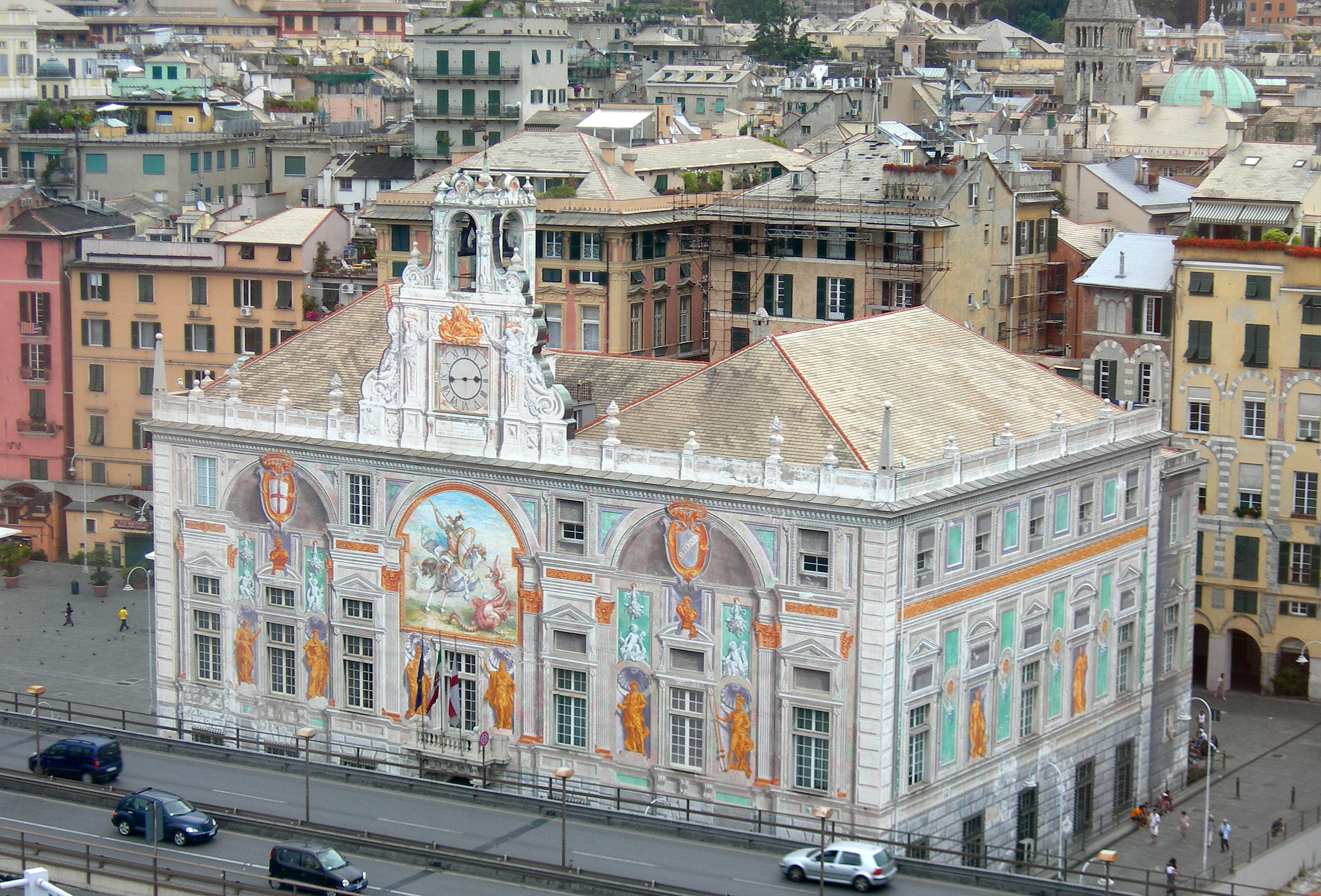
Палаццо Сан-Джорджо в Генуе

Палаццо Сан-Джорджо (итал. Palazzo San Giorgio ) — старинный дворец в Генуе, Италия. Расположен на площади Карикаменто (ит.).

## История
Здание было построено в 1260 году Гульельмо Бокканегра, дядей Симона Бокканегра, первого дожа Генуи.
Для строительства здания использовался материал разрушенного посольства Венеции в Константинополе, полученный от Византийского императора Михаила VIII Палеолога в качестве благодарности за помощь в борьбе против Латинской империи. Дворец был предназначен для создания гражданско-политического центра, представляющего власть правительства Генуэзской республики, и отделения от клерикальной власти, которая была сосредоточена в соборе Сан-Лоренцо (ит.).
В 1262 году Гульельмо Бокканегра был смещён и отправлен в ссылку. Некоторое время дворец использовался в качестве тюрьмы. Самый известный заключённый этой тюрьмы Марко Поло именно там диктовал свои воспоминания о путешествиях Рустикелло из Пизы.
В XV веке во дворце находился один из старейших банков — Банк Сан-Джорджо.
В настоящее время в палаццо Сан-Джорджо находится администрация Генуэзского порта.